# کشیم
کِشیم‌ها پرندگانی از راستهٔ کشیم‌سانان (نام علمی: Podicipediformes) هستند که با گسترهٔ فراوانی در سراسر جهان، به استثنای جنوبگان یافت می‌شوند. اعضای این راسته پرندگانی شیرجه‌زن هستند که پیرامون آب‌های شیرین زندگی می‌کنند. این راسته تنها یک تیره دارد که کشیمان (Podicipedidae) نامیده می‌شود و شامل ۲۲ گونه در ۶ سرده است.

## ویژگی ظاهری
کشیم‌ها توانایی بسیاری در شکار در آب و زندگی در محیط آبی دارند. بر روی پوست آن‌ها نزدیک به ۲۰٬۰۰۰ پر وجود دارد که سطح بدنشان را از برخورد با آب دور نگاه می‌دارد. پاهای آن‌ها در منتهای پشتی بدن قرار گرفته‌اند و دمشان به بخشی کوچک و رو به پایین کاهش پیدا کرده است. آن‌ها انعطافی استثنایی در دو بخش قوزک پا و سر انگشتان پا دارند که باعث می‌شود پاهایشان در هر جهتی توانایی ایجاد پیش‌رانش داشته باشند و همچون یک پدال عمل کنند. پاهای آن‌ها امکان شنا با سرعتی برابر با ۲ متر بر ثانیه و چرخیدن سریع را به این پرندگان داده است.

## تغذیه
کشیم‌ها اغلب از ماهی و حشرات تغذیه می‌کنند ولی گاه اقدام به خوردن صدف و سخت‌پوستان نیز می‌کنند. پرندگان با جثهٔ بزرگتر در درون آب به تعقیب ماهیان می‌روند و گونهٔ غربی کشیم آمریکای شمالی با منقار دراز خود ماهیان را به سیخ می‌کشد. بعضی از گونه‌های کشیم با جثهٔ بزرگتر در آب‌های آزاد شکار می‌کنند و ماهی‌های نزدیک به سطح آب دریا را می‌خورند. گونه‌های با جثه متوسط اغلب در دریاچه‌ها شکار می‌کنند تا ناچار نباشند با گونه‌های بزرگتر رقابت کنند. کشیم‌های با جثه کوچک نیز در مرداب‌ها و آبگیرهای با سطح پوشیده از گیاهان آبزی به سر می‌برند.

## رفتار
رفتار کشیم‌ها در هنگام جفت‌گیری شگفت‌انگیز است و شامل حرکاتی دقیق و دارای آداب و روش ویژه، از جمله بلند کردن و باد دادن به پرها، می‌شود. رفتارهای کمابیش یکسانی در چندین گونه از کشیم‌ها دیده می‌شود که آن‌ها را می‌توان از دیدگاه فرگشتی توضیح داد. در کشیم غربی دو شکل رنگ‌آمیزی (ریخت) وجود دارد که در دسته‌های مخلوط و یکجا با هم تخم‌گذاری می‌کنند ولی تنها پرنده‌های دارای ریخت یکسان با هم جفت می‌شوند و این جداسازی ریخت‌ها از هم توسط صداهای ویژه‌ای که در آغاز رقص جفت‌گیری تولید می‌شوند پدید می‌آید. ویژگی این رقص‌ها در این است که نر و ماده گاه نقش‌های یکدیگر را عوض می‌کنند و ماده اقدام به سوار شدن بر پشت نر و آمیزش می‌کند.
بیشتر کشیم‌ها به شدت قلمروخواه هستند ولی بعضی نیز در دسته‌های بزرگ تخم‌گذاری می‌کنند. زمان گذاشتن تخم‌ها بیشتر به میزان غذای موجود بستگی دارد تا فصل خاصی در سال. آن‌ها آشیانه‌های خود را از علف‌ها و گیاهان آبزی می‌سازند و جوجه‌ها پس از به دنیا آمدن بر پشت مادر و پدرشان سوار می‌شوند. آن‌ها حتی هنگامی که مادر یا پدر به زیر آب شیرجه می‌زنند نیز بر پشتشان می‌مانند.

## رده‌بندی
- سرده کشیم‌های کوچک
  - کشیم کوچک، Tachybaptus ruficollis
  - کشیم استرالیایی Tachybaptus novaehollandiae
  - کشیم ماداگاسکار، Tachybaptus pelzelnii 
  - کشیم آلائوترا، Tachybaptus rufolavatus — منقرض شده (۲۰۱۰)
  - کشیم کمینه، Tachybaptus dominicus
- سرده کشیم‌های نوک‌ابلقی
  - کشیم نوک‌ابلق، Podilymbus podiceps
  - کشیم آتیتلان، Podilymbus gigas — منقرض (۱۹۸۹)
- سرده کشیم‌های رولاندی
  - کشیم رولاند، Rollandia rolland 
  - کشیم تیتیکاکا، Rollandia microptera
- سرده کشیم‌های سرخاکستری
  - کشیم خاکستری، Poliocephalus poliocephalus 
  - کشیم نیوزیلند، Poliocephalus rufopectus
- سرده کشیم‌های کفل‌پا
  - کشیم گردن‌سرخ، Podiceps grisegena
  - کشیم کاکلی بزرگ، Podiceps cristatus
  - کشیم گوشدار، Podiceps auritus
  - کشیم گردن سیاه، Podiceps nigricollis
  - کشیم کلمبیایی، Podiceps andinus — منقرض (۱۹۷۷)
  - کشیم بزرگ، Podiceps major 
  - کشیم نقره‌ای، Podiceps occipitalis 
  - کشیم تاتسانوفسکی، Podiceps taczanowskii 
  - کشیم کلاه‌دار، Podiceps gallardoi
- سرده کشیم‌های نوک‌نیزه‌ای
  - کشیم غربی، Aechmophorus occidentalis
  - کشیم کلارک، Aechmophorus clarkii